# Theodor Rogalski

Bustul lui Theodor Rogalski, facut de sculptorul Ion Jalea, expus în holul Studioului de concerte 'Alfred Alessandrescu' al Societății Române de Radiodifuziune

Theodor Rogalski (n. 11 aprilie 1901, București, România – d. 2 februarie 1954, Zürich, cantonul Zürich, Elveția) a fost un compozitor, dirijor, orchestrator și pianist român de origine poloneză care reprezintă un nume de referință pentru evoluția culturii muzicale românești din prima jumătate a secolului al XX-lea.
După studii la București cu Alfonso Castaldi și Dimitrie Cuclin, urmează perioada studiilor la Conservatorul din Leipzig⁠(d) (1920 - 1923) și apoi la Schola Cantorum din Paris (1923-1926), unde este discipolul lui Vincent d'Indy (compoziție, dirijat) și al lui Maurice Ravel (orchestrație).
Se afirmă în 1926 prin obținerea Premiului I la Concursul național de compoziție "George Enescu" (instituit în 1913) cu lucrarea Cvartet de coarde în fa major și se lansează în programele de concert ale Filarmonicii cu Două dansuri pentru suflători, pian și baterie (1927) și Două schițe simfonice (1930), lucrare a cărei valoare de excepție l-a determinat pe George Enescu să o selecteze pentru concertul susținut la Expoziția Internațională de la New York din 1939.
Continuând să exploreze linia deschisă de dipticul Înmormăntare la Pătrunjel și Paparudele (Două schițe simfonice) prin noua abordare tehnică a valorificării filonului folcloric, cu accent pe diversitatea ritmică, suprapunerile politonale și un colorit armonic inedit, Theodor Rogalski compune, două decenii mai târziu, în 1950, suita simfonică Trei dansuri românești, ce constituie un reper al creației școlii românești din epocă.
Cele două decenii, 1930-1950, în care compoziția a rămas în plan secundar, au fost dedicate de muzician activității dirijorale și edificării unui ansamblu - de la înființarea sa până la nivelul unei orchestre de prestigiu recunoscut unanim - astăzi cu titulatura Orchestra Națională Radio. A fost primul dirijor al orchestrei începând din 1930.
Bagheta de prim-dirijor i-a fost oferită și la Filarmonica "George Enescu" (1950-1954), în acești ultimi ani ai vieții deținând și postul de profesor de orchestrație la Conservatorul din București.
Dacă lista creațiilor sale este redusă (muzică de cameră pentru pian, pian și vioară, pian și voce, Trei piese pentru violoncel, Două capricii, Trei cântece pe versuri populare pentru soprană și orchestră, Trei balade românești pentru tenor și orchestră și piese simfonice amintite), cea a lucrărilor orchestrate de Rogalski este impresionantă. Talentul și măiestria sa de orchestrator au metamorfozat piese corale, vocale și instrumentale din repertoriul românesc și universal. Versiunea orchestrată a Carnavalului de Schumann datează din 1942 și reunește cea mai diversă paletă de instrumente, de la flautul piccolo la tubă și de la trianglu la harpă. În succesiunea tablourilor, Rogalski se dovedește expert în combinațiile timbrale cele mai sugestive pentru creionarea personajelor iar imaginea de ansamblu este perfect încadrată stilistic prin alegerea procedeelor tehnice specifice scriiturii orchestrale.
În lucrările sale, regăsim muzica simfonică (Frescă antică, Două schițe simfonice, Trei dansuri românești) și vocal-simfonică (balada Iancu Jianu), lucrări de cameră, muzică de film (Viața învinge).

## Distincții
- Ordinul Meritul Cultural în gradul de Cavaler cl. II, pentru muzică (23 septembrie 1942)[5]
- titlul de Maestru Emerit al Artei din Republica Populară Română (13 octombrie 1953) „pentru realizări valoroase și activitate rodnică în ramurile artistice”[6]

## Cronologia operei muzicale
- 1918 - Sonată pentru pian (1921 - mențiunea I a Premiului de compoziție "George Enescu")
- 1919 (?) - Suită pentru pian (1919 - mențiunea a II-a a Premiului de compoziție "George Enescu")
- 1920 - Paysage pentru pian

- Pastorală pentru pian
- Berceuse pentru violoncel și pian
- Piece pentru violoncel și pian
- Historiette pentru violoncel și pian
- Minuetto pentru violoncel și pian
- Parfum exotique pentru violoncel și pian
- Pavanne pentru violoncel și pian
- Idylle și Tambourin (Pe motivul "O du lieber Augustin") pentru cvartet de coarde
- Liedul Le Silence, pe versuri de CH. Batillot
- Orchesterstuck (1923 - premiul al II-lea al Premiului de compoziție "George Enescu")
- Opereta Nina
- 1921 - Rondo

- Sonet pentru pian
- Aubade pentru pian
- 1922 - Iarna pentru pian

- Romanzetta pentru pian
- Suită pentru vioară și pian: Aubade, Interlude, Sonet (1922 - mențiune a Premiului de compoziție "George Enescu")
- Andantă dintr-o proiectată Sonată pentru violoncel și pian
- Vieille Chanson pentru două viori și violă
- Fruhlingsnacht pentru 2 viori și violoncel
- Andantino pentru cvartet de coarde
- Dans pentru cvartet de coarde
- 2 lieduri pentru voce și pian pe versuri de R. Dehmel: Erlengang, Einst im Herbst
- 2 lieduri pentru voce și orchestră: lied pe versuri de Heine, fără titlu, Helle Nacht pe versurile lui R. Dehmel
- 1924 - Serenada retrospectivă pentru pian
- 1925 - Baladă pe teme românești pentru vioară și pian

- Bourree pentru violoncel și pian
- Canon, pentru vioară, violoncel și pian
- Cvartet de coarde (1925 - premiul I al Premiului de compoziție "George Enescu")
- Patru "Evocațiuni" pentru soprană: Cântecul Înțeleptului, Cântecul Îndrăgostitului, Cântecul ploii, Cântecul leagănului
- Două dansuri pentru suflători, pian și baterie (1927 - mențiune la Veneția)
- Baletul frescă antică
- 1929 - Două schițe simfonice: Înmormântare la Pătrunjel, Paparudele

- Muzică de scenă la piesa Don Juan de Victor Eftimiu
- 1930 - Trei piese pentru violoncel
- 1931 (?) - Suită pentru oboi și pian
- 1932 - Două capricii
- 1933 - Trei cântece pe versuri populare pentru soprană și orchestră

- Hora Ciciului
- Salcia
- Lăzărelul
- 1940 - Trei balade românești pentru tenor și orchestră:

- Iancu Jianu
- Mihu Copilul
- Toma Alimoș
- 1950 - Suita simfonică Trei dansuri românești
- 1951 - Muzică pentru filmul Viața învinge

? "Trei piese simfonice" 
"Rondo"
"Marș festiv"